# Canicosa de la Sierra
Canicosa de la Sierra è un comune spagnolo di 478 abitanti situato nella comunità autonoma di Castiglia e León.